# Gabian
Gabian település Franciaországban, Hérault megyében. Lakosainak száma 864 fő (2022. január 1.). Gabian Fouzilhon, Montesquieu, Pouzolles, Roquessels, Roujan és Vailhan községekkel határos.

## Népesség
A település népességének változása:
| Lakosok száma | 780  | 640  | 651  | 770  | 830  | 842  | 841  | 844  | 845  | 864  |
|               | 1968 | 1982 | 1990 | 2006 | 2013 | 2015 | 2017 | 2019 | 2020 | 2022 |